# Allegro Grandi
Allegro Grandi (San Pietro in Casale, 17 gennaio 1907 – Caracas, 23 aprile 1973) è stato un ciclista su strada italiano naturalizzato venezuelano.
Con la Nazionale italiana fu Campione del mondo dilettanti nel 1928.

## Carriera

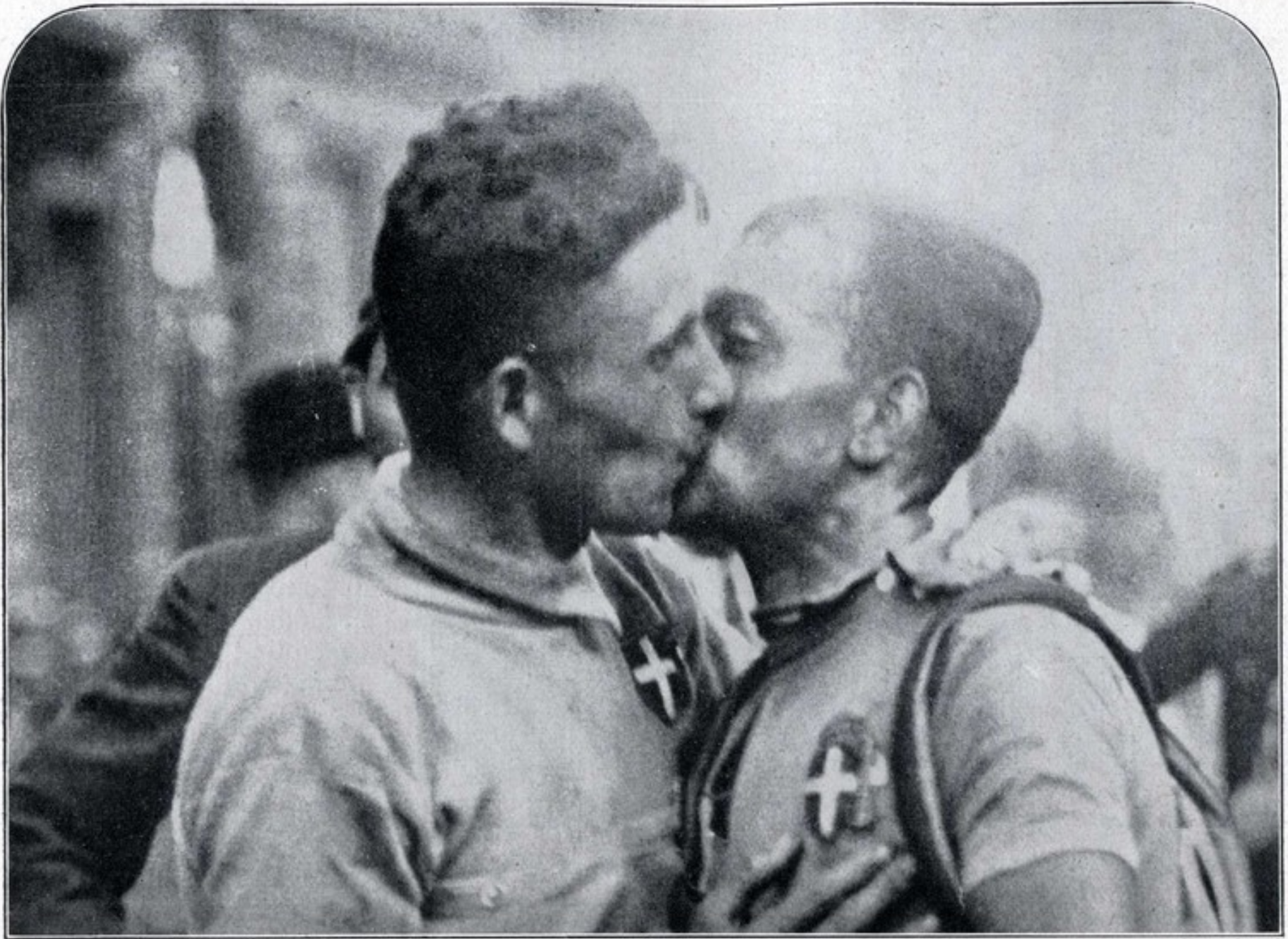
Alfredo Binda e Allegro Grandi si baciano ai Campionati del mondo di ciclismo su strada di Liegi 1930

Ebbe un'ottima carriera da dilettante, coronata dalle vittorie nel campionato italiano 1926 e dal campionato mondiale 1928 a Budapest, dove batté Michele Mara ed il belga Jean Aerts, oltre che da successi in corse come la Coppa Cavaciocchi 1927 ed il Giro di Romagna 1927.
Passato professionista, corse per la Bianchi e per la Dei, laureandosi campione italiano nella categoria professionisti Iuniores nel 1929. Nello stesso anno si impose anche nella Coppa Bernocchi, nel Giro dell'Emilia e fu sesto al Giro d'Italia. Nel 1930 vinse la classifica generale alla Torino-Bruxelles, imponendosi anche nella prima tappa; al Giro d'Italia vinse la tappa di Salerno e concluse al terzo posto nella classifica generale. Nel 1933 vinse la Predappio-Roma, imponendosi anche nella seconda e ultima tappa, e fu quinto al Giro d'Italia.
Nel 1934 emigrò in Venezuela, dove vinse tre campionati nazionali, ritirandosi dall'attività agonistica nel 1947. Morì suicida all'interno del proprio negozio di biciclette nel 1973.

## Palmarès
- 1926 (dilettanti)

Campionati italiani, Prova in linea Dilettanti
- 1927 (Ivse-Pirelli & Iride, due vittorie)

Giro di Romagna
Coppa Cavacciocchi
- 1928 (Bianchi, una vittoria)

Campionati del mondo, Prova in linea Dilettanti
- 1929 (Bianchi, tre vittorie)

Coppa Bernocchi
Giro dell'Emilia
Campionati italiani, Prova in linea Professionisti Iuniores
- 1930 (Bianchi, tre vittorie)

6ª tappa Giro d'Italia (Cosenza > Salerno)
1ª tappa Torino-Bruxelles (Torino > Zurigo)
Classifica generale Torino-Bruxelles
- 1933 (Dei, due vittorie)

2ª tappa Predappio-Roma (Firenze > Roma)
Classifica generale Predappio-Roma

## Piazzamenti

### Grandi Giri
- Giro d'Italia

1929: 6º
1930: 3º
1931: 28º
1932: ritirato (5ª tappa)
1933: 5º
1934: ritirato
1935: ritirato (9ª tappa)
- Tour de France

1933: ritirato (7ª tappa)

### Classiche monumento
- Milano-Sanremo

1927: 12º
1930: 13º
1931: 10º
1932: 21º
- Giro di Lombardia

1928: 2º
1929: 14º
1930: 8º
1931: 6º
1932: 12º
1934: 22º

### Competizioni mondiali
- Campionati del mondo

Nürburgring 1927 - In linea Dilettanti: 5º
Milano 1926 - In linea Dilettanti: ritirato
Budapest 1928 - In linea Dilettanti: vincitore
Liegi 1930 - In linea: 5º
- Giochi olimpici

Amsterdam 1928 - Individuale: 4º
Amsterdam 1928 - A squadre: 4º